# James Berry (Fußballspieler)
James Berry (* 21. Juni 1899 in Pendleton; † April 1987 ebenda) war ein englischer Fußballspieler.

## Karriere
Berry, hauptberuflich Angestellter im öffentlichen Dienst, soll in seinem Heimatort Pendleton für Duchy Albion gespielt haben, bevor er als Amateur im November 1922 zum in der Football League Third Division North spielenden Klub Stalybridge Celtic kam. Nach einem Einsatz für das Reserveteam in der Cheshire County League gegen Witton Albion rückte er durch die Verletzungen von Harry Lockett und Chris Sambrooke am 9. Dezember 1922 für die Ligapartie beim AFC Wrexham in die Mannschaft. Bei der 1:2-Niederlage vor 5.000 Zuschauern im Racecourse Ground bildete er mit Joe O′Kane und Edward Wordley den Innensturm, der einzige Treffer seines Teams fiel durch einen Strafstoß. Im restlichen Saisonverlauf erzielte er drei Treffer für die Reservemannschaft, einen weiteren Auftritt in der ersten Mannschaft hatte er aber nicht.
In der Folge trat Berry in der Saison 1924/25 bei Mansfield Town in Erscheinung, für die er nach einigen Partien in der Reservemannschaft im April 1925 zu drei Einsätzen in der Midland League kam; in der nach der eigentlichen Meisterschaftsrunde, die der Klub im Februar als Meister abgeschlossen hatte, eine zweite, verkürzte Runde ausgespielt wurde. Bei seinem Debüt gelang ein 3:0-Erfolg gegen Worksop Town, attestierte ihm der Korrespondent „mangelnde Erfahrung“. Bei einer 1:2-Niederlage gegen Sutton Town eine Woche später hielt der Korrespondent fest: „Was die Mansfield-Elf in Forest Side zu Fall brachte, war der schwache Auftritt der Flügelspieler, Berry auf rechts und Jones auf links. Der Erstgenannte, der vielversprechende Leistungen in einigen der Reservespiele zeigte, war sehr schwach und konnte kaum einmal das richtige tun.“ Sein letzter Auftritt war eine 0:5-Niederlage gegen die Reservemannschaft von Lincoln City.